# Jens Kommnick
Jens Kommnick (* 1966 in Bremerhaven) ist ein deutscher Musiker, Komponist und Arrangeur.

## Biografie

### Ausbildung und Beruf
Kommnick orientierte sich in seiner Ausbildung als Gitarrist an der Liedermacher- und Folkgitarristen-Szene. Mit 15 Jahren hatte er seine ersten Soloauftritte in deutschen Folkclubs. Er erhielt zudem Engagements beim Stadttheater Bremerhaven, wo er vier Jahre beschäftigt war. Mit 17 Jahren kam er in Kontakt mit irischen und schottischen Musikern, wodurch seine Vorliebe für die keltische Musik ausgelöst wurde.
Zeitgleich mit der wachsenden Faszination für die keltische Musik studierte er klassische Gitarre und Orgel an der Universität Köln. Durch die Freundschaft mit Musikern aus der Kölner Jazz-Szene ergaben sich  Live- und Studioprojekte.
Kommnick arbeitet als Sonderschullehrer in Cuxhaven und lebt in Wremen. Er ist mit der irischen Folksängerin Siobhán Kennedy verheiratet.

### Künstlerische Tätigkeit
Zum größten Teil spielt Kommnick irische Musik, sowohl traditionell als auch vermengt mit Stilelementen anderer Richtungen. Daneben engagiert er sich in der akustischen Singer-Songwriter-Szene und arbeitete mit  Peter Kerlin, Helmut Debus, Allan Taylor, Birgit June, Paul Joses, Reinhard Mey und Frank Bode zusammen. Er spielt zusammen mit seiner  Frau und Nick Wiseman-Ellis (früheres Mitglied: Angelika Berns) im Trio Iontach. Immer wieder tritt dieses Trio zusammen mit dem Trio Liederjan als Liedertach auf.
Außerdem macht er Kinderkonzerte und kooperiert mit dem Projekt Lila Lindwurm (Mönchengladbach). Weiterhin arbeitet er als Gitarrenlehrer und unterrichtet hauptsächlich Irische Gitarre (Backing, Fingerstyle, Open Tunings). Im Jahre 2011 trat Jens Kommnick zusammen mit Reinhard Mey bei Songs an einem Sommerabend auf.

## Diskografie

### Solo-Alben
- 2008: Siúnta
- 2011: Kommnick spielt Mey
- 2015: redwood
- 2022: Stringed

### Mitwirkung an Lila-Lindwurm-Alben
- 1995: Lila Lindwurm: Kunterbunt
- 1995: Lila Lindwurm: Tierisch & Wackelpetra
- 1997: Lila Lindwurm: Monsterquatsch und Wackelzähne
- 1998: Lila Lindwurm: Zirkus Bienenstich
- 1999: Lila Lindwurm: Die Krachmacher
- 2000: Lila Lindwurm: Eulalia Zauberbrei
- 2001: Lila Lindwurm: Nasreddin und die Räuber
- 2003: Lila Lindwurm: Ronja und die Weihnachtshexe
- 2006: Lila Lindwurm: Gib Zucker!
- 2010: Lila Lindwurm: Hüpfvergnügt
- 2010: Lila Lindwurm: Freudensprünge (mit Iontach)
- 2012: Lila Lindwurm: Piet, der Weihnachtspirat
- 2019: Lila Lindwurm: Wild im Wald – Still am See (Grüntöne), Doppel-CD
- 2022: Lila Lindwurm: Radio Rabatz (die musikalische Radioshow für Kinder)

### Als Studiomusiker für andere Künstler
- 1993: Taters & Pie: No More Putting Off
- 1994: Helmut Debus: Afsiet vun Tiet
- 1995: Garifin: Bathing Dangerous
- 1995: Flap: Away from Home
- 1996: A Celtic Heartbeat Christmas
- 1996: Birgit June: Listen to the Wind
- 1997: Garifin: Deep in the Country
- 1998: Peter Kerlin: A New Day Dawing
- 1999: Lecker Sachen: Im Tal der Infrarotlurche
- 2000: Brian Mcnamara: A Piper’s Dream
- 2000: Ansgar Dälken: Madeleine
- 2000: Stories & Sessions
- 2000: Thomas Loefke & Norland Wind: Atlantiv Driftwood
- 2000: Angelika Berns: Just Songs
- 2001: Garifin: Captured
- 2001: Frank Bode: Schicksal
- 2001: Lecker Sachen: Raus
- 2001: Birgit June: Songlines
- 2001: Siobhán Kennedy: Lumpity Dump
- 2001: Celtic Life: The Original Soundtrack
- 2002: Peter Kerlin: Hear the Wind Howl
- 2002: Paul Joses: Gold in a Muddy River
- 2002: Friel’s Kitchen: A Place of Clear Water
- 2002: Tina Mcloughlin: Just for Now
- 2003: Ozella Compilation: Morning
- 2003: Birgit June: Windcalled Names
- 2004: Guidó Pluisce: Bodhrán World
- 2004: Frank Bode: Aus dem Weg
- 2005: Peter Kerlin: Dancing Days
- 2010: Reinhard Mey: Mairegen
- 2013: Reinhard Mey: dann mach’s gut
- 2013: Carsten Langner: Steh nicht im Goldnen Buch der Stadt
- 2016: Reinhard Mey: Mr. Lee
- 2020: Reinhard Mey: Das Haus an der Ampel

### Bandalben
- 1992: Celtic Road: Changing Winds
- 2004: Iontach: The Half Gate
- 2007: Iontach: Jiggin’ It
- 2008: Iontach: Flight of the Wren
- 2010: Liedertach (Liederjan & Iontach): Liedertach (2010)